# Marché des Fleurs (Barcelone)
Le Marché des Fleurs, (en espagnol Mercado de las Flores ; en catalan Mercat de les Flors) est un théâtre municipal de Barcelone. Il a été ouvert en 1983 dans le Palais de l'Agriculture, bâti à l'intention de l'Exposition Internationale de 1929 à Montjuic. Il a ensuite hébergé le marché central de fleurs, d'où son nom actuel. Depuis son ouverture le Mercat de les flors est devenu un espace de référence des arts scéniques à Barcelone. 

## Histoire
L'histoire du Marché des Fleurs comme théâtre municipal remonte à 1983, lorsque l'auteur Maria Aurèlia Capmany, et le maire de Barcelone, Pasqual Maragall, ont impulsé la création de cet espace scénique en occupant le bâtiment noucentiste du Palais de l'Agriculture, bâti pour l'Exposition Internationale de 1929. 
Le Marché des Fleurs a été inauguré officiellement comme théâtre municipal en 1985, avec une représentation de Mahabharata, avec Peter Brook comme directeur. 
Le grand dôme de 12 mètres de diamètre surmontant le vestibule est l'œuvre de l'artiste majorquin Miquel Barceló.

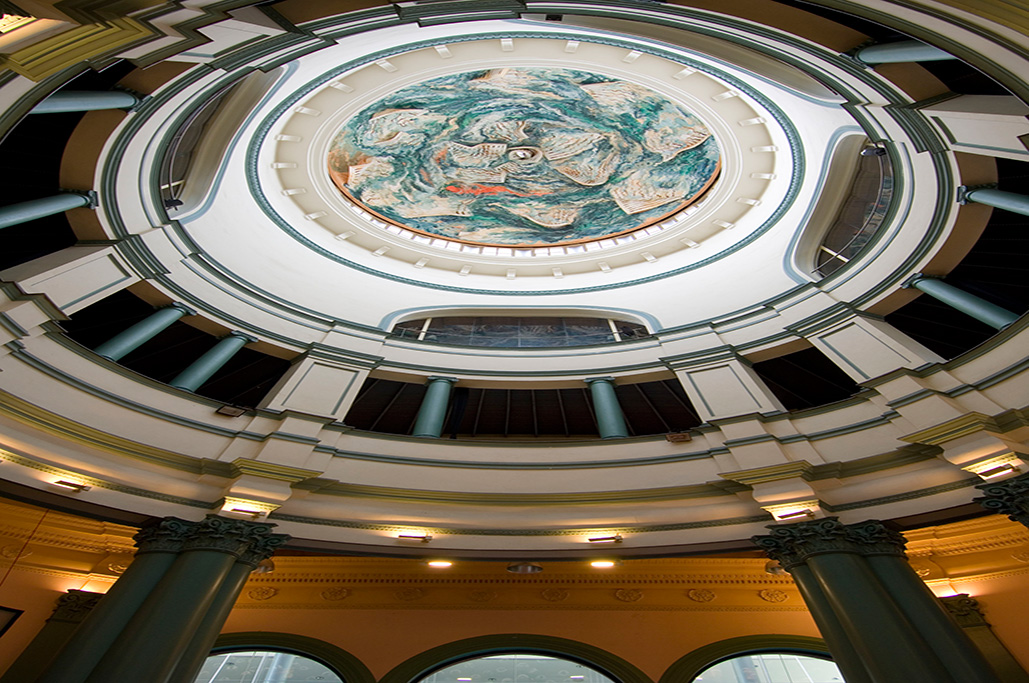
Image du dôme du Marché des Fleurs, œuvre de Miquel Barceló

## Source de traduction
- (es) Cet article est partiellement ou en totalité issu de l’article de Wikipédia en espagnol intitulé « Mercado de las Flores » (voir la liste des auteurs).